# Carl von Braun

Carl von Braun (1872)

Carl Braun, seit 1913 Ritter von Braun (* 1. Januar 1852 in Oettingen in Bayern; † 9. November 1928 in München) war ein deutscher Richter, zuletzt Präsident des Oberlandesgerichts Augsburg.

## Leben
Braun machte im April 1870 Abitur am Humanistischen Gymnasium in Augsburg und nahm anschließend als freiwilliger Junker im Königlich Bayerischen 4. Feldartillerie-Regiment „König“ der Bayerischen Armee am Deutsch-Französischen Krieg teil. Ab Herbst 1871 studierte er an der Ludwig-Maximilians-Universität München und der Ruprecht-Karls-Universität Heidelberg Rechtswissenschaft. Er wurde Mitglied des Corps Suevia München und des Corps Rhenania Heidelberg. Nach Beendigung seines Studiums war er als Staatsanwalt, Amtsrichter und Landgerichtsrat in Nürnberg, München, Landshut und Augsburg tätig. 1907 wurde er zum Präsidenten des Landgerichts München I ernannt. Für seine Leistungen wurde Braun 1913 durch König Ludwig III. mit dem Ritterkreuz des Verdienstordens der Bayerischen Krone beliehen. Mit der Verleihung war die Erhebung in den persönlichen Adelstand verbunden. Fortan durfte Braun sich nach der Eintragung in die Adelsmatrikel Ritter von Braun nennen. 1914–1919 war er Präsident des Oberlandesgerichts Augsburg.